# 高妻山

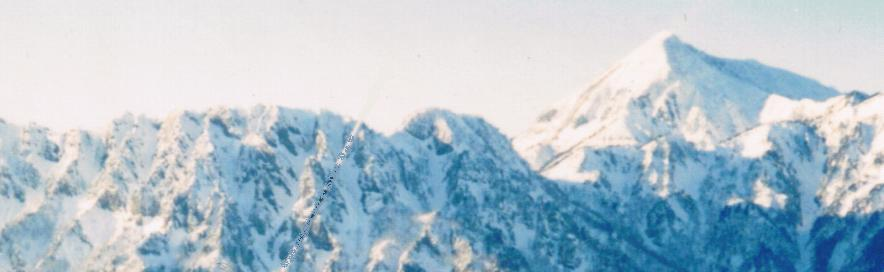
めのう山頂上から望む高妻山（右）と戸隠連峰（左）

高妻山（たかつまやま）は、新潟県妙高市と長野県長野市に跨る標高2,353 mの山。戸隠連峰の最高峰で戸隠裏山の一峰。日本百名山のひとつ。別名「戸隠富士」。
古くは山岳宗教の修行僧が入った山で、その名残として各所に小さな石仏とともに地名が残っている。一不動、二釈迦、三文殊、四普賢、五地蔵、六弥勒、七観音、八薬師、九勢至と続き、十阿弥陀を経てで山頂に到る。

## 主な登山ルート
戸隠キャンプ場から一不動避難小屋を経て山頂へ至るルートがあり、昭文社発行の『山と高原地図 18.妙高・戸隠・雨飾』の設定コースタイムでは麓から山頂までは4時間以上の行程である。なお、戸隠山へも縦走路が延びている。
2001年10月、戸隠キャンプ場から五地藏山へ至る尾根を経路とする新たな登山道（弥勒尾根新道）が整備され、戸隠キャンプ場から一不動避難小屋を経由せず五地藏山を経て高妻山へ至るルートをとることも可能になった。この登山道は、従来の一不動経由の登山道に比べて危険箇所が少なく、山頂までの所要時間も短縮することができる。ただし尾根道であるため、道中に水場はない。
長野県発行の信州山のグレーディングでは4Dとなっており、「1泊以上が適当・危険箇所が多い」に分類されているが、ルート中に宿泊施設がないため、初心者や体力に自信のない人は入山を控えるべきである。

## ギャラリー

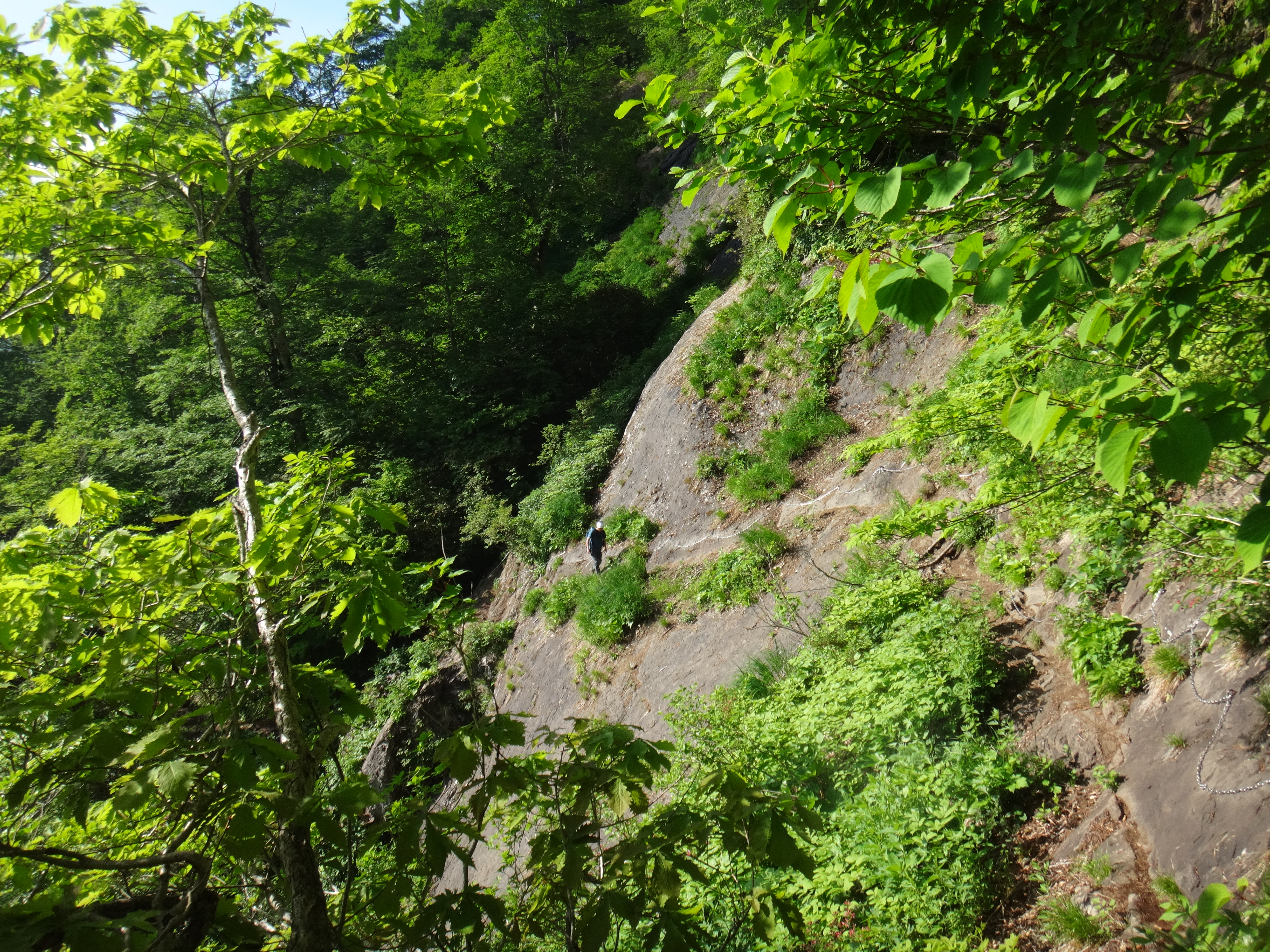
帯岩の鎖場
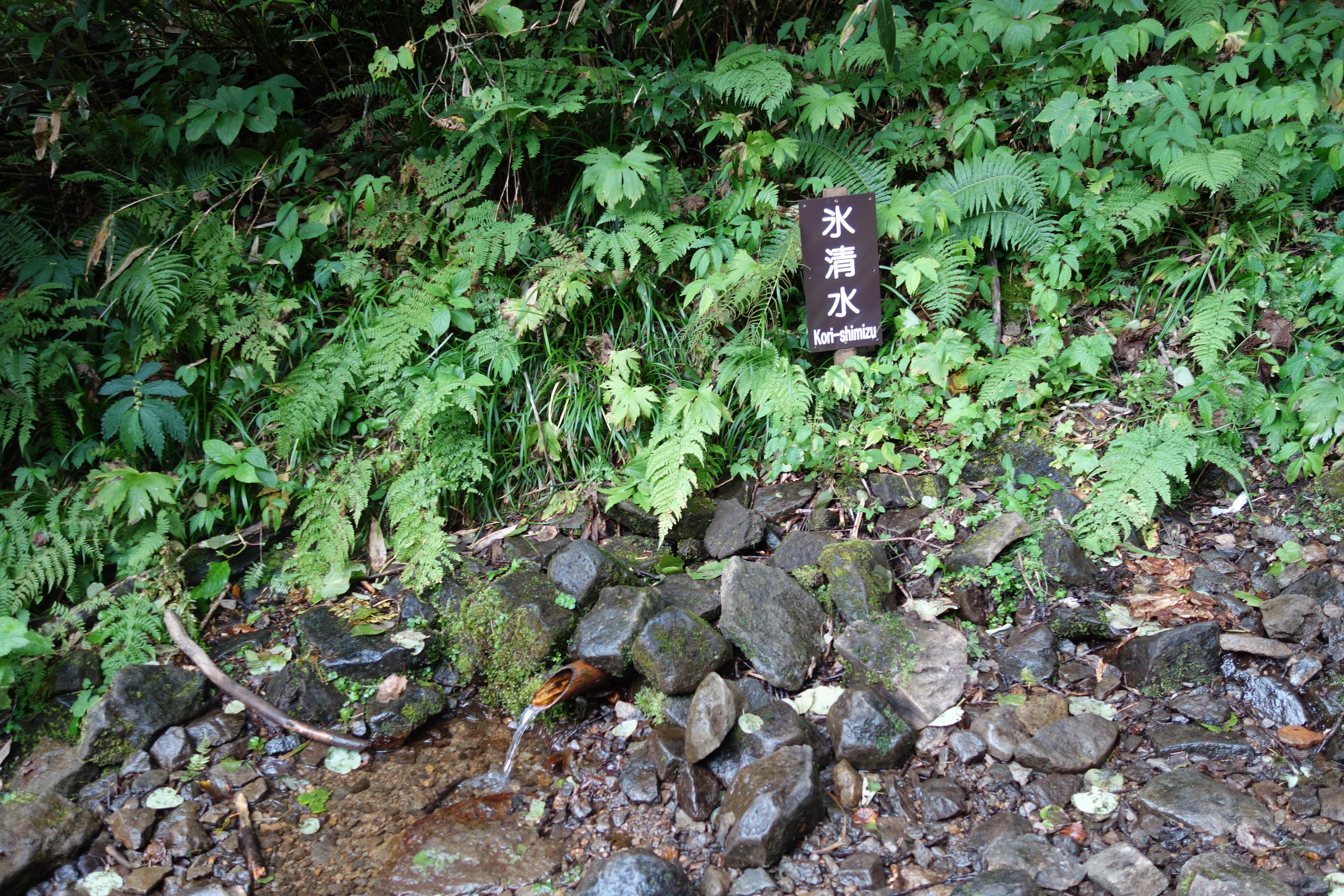
名前通り冷たい氷清水
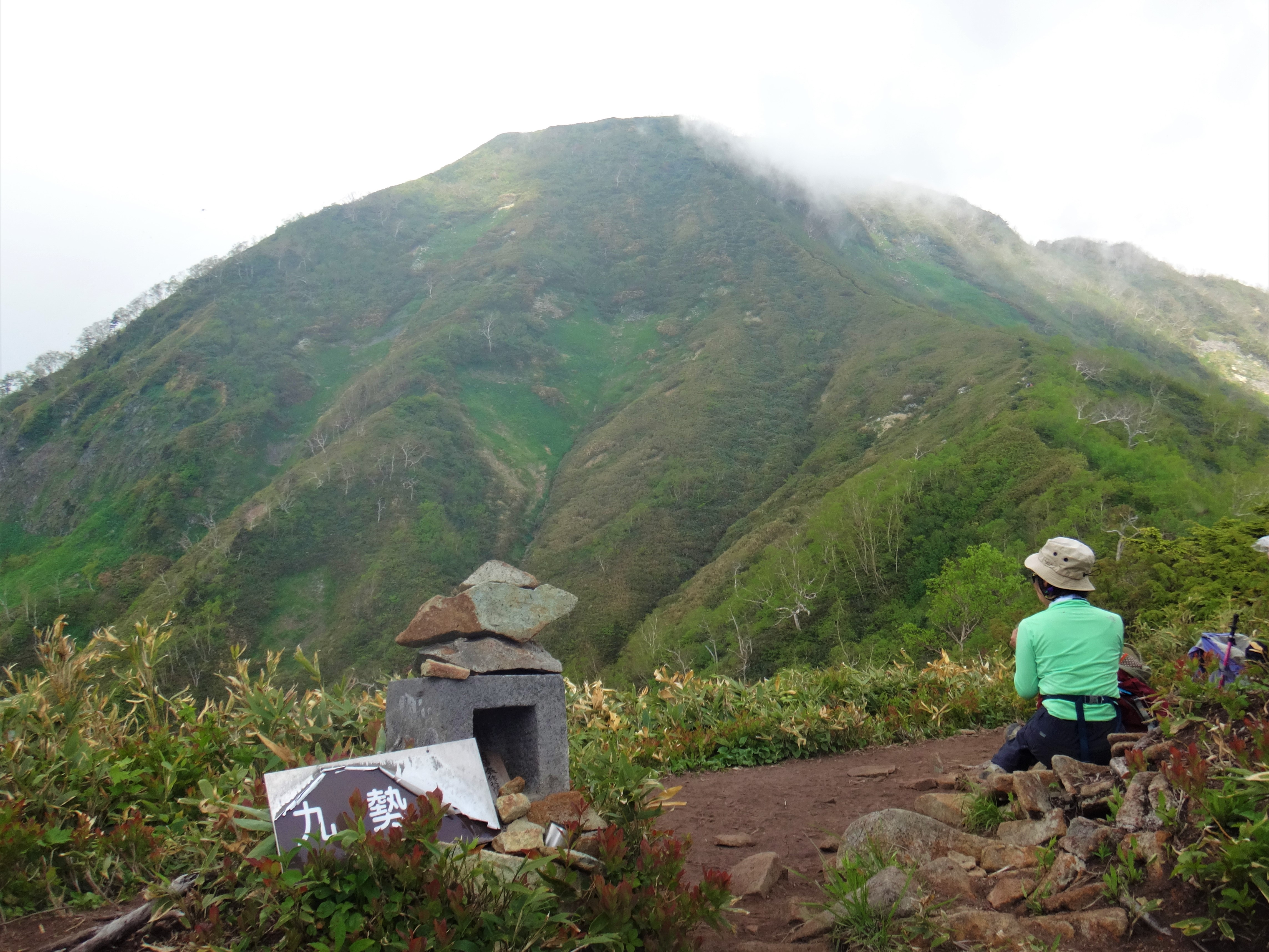
九勢至からの高妻山
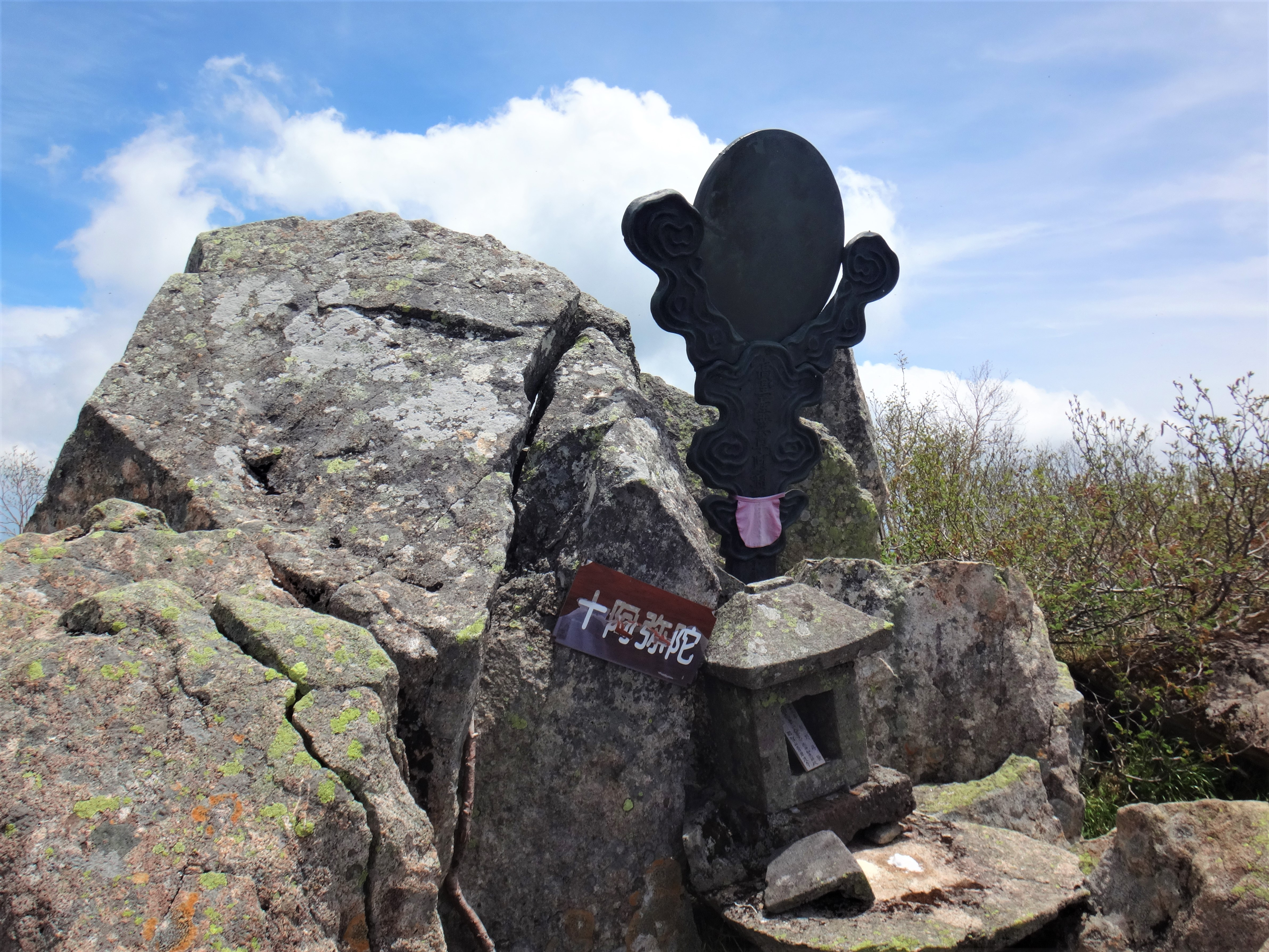
十阿弥陀（阿弥陀如来と御鏡が祀られる）
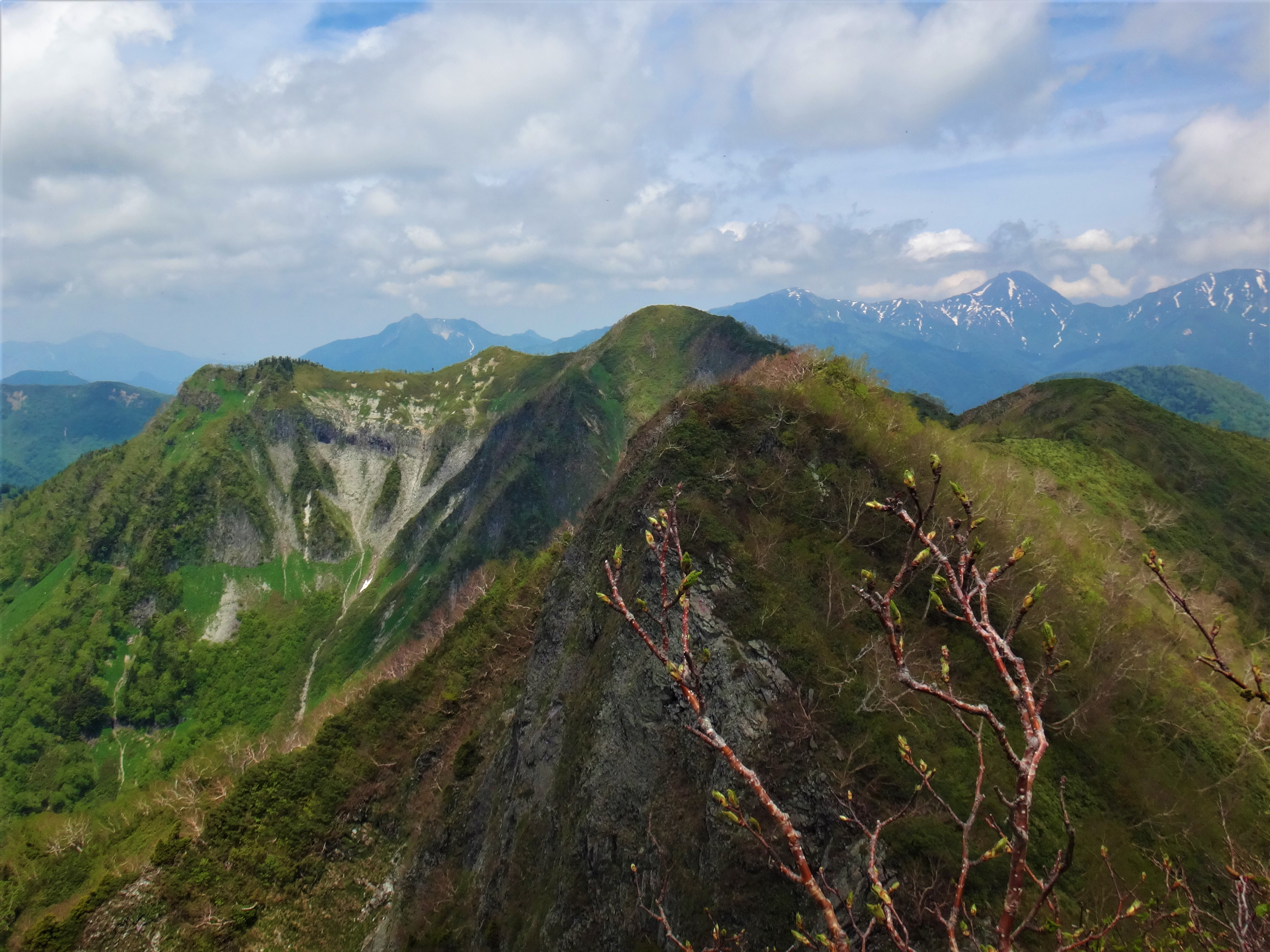
山頂から乙妻山を望む
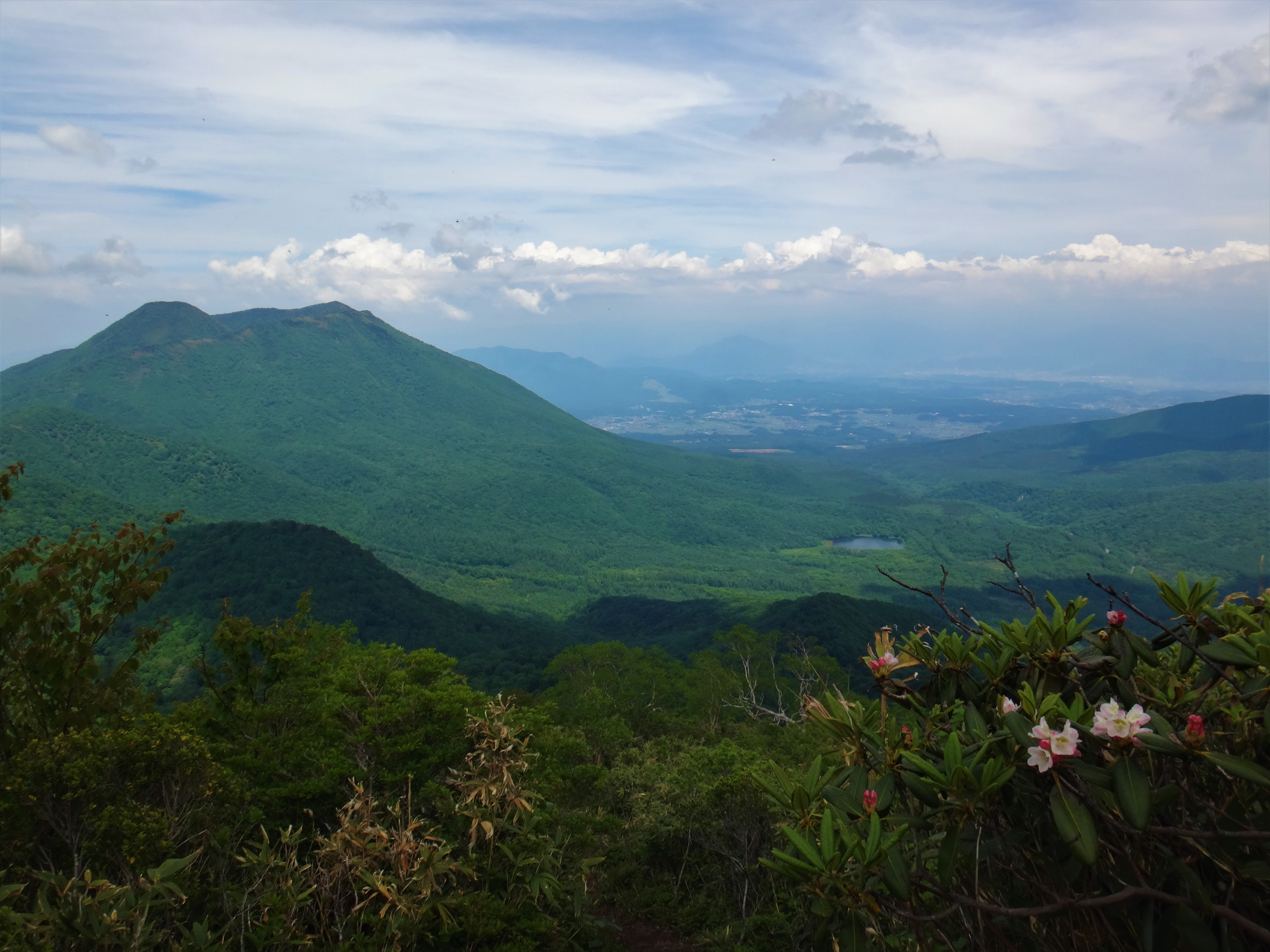
弥勒尾根からの黒姫山
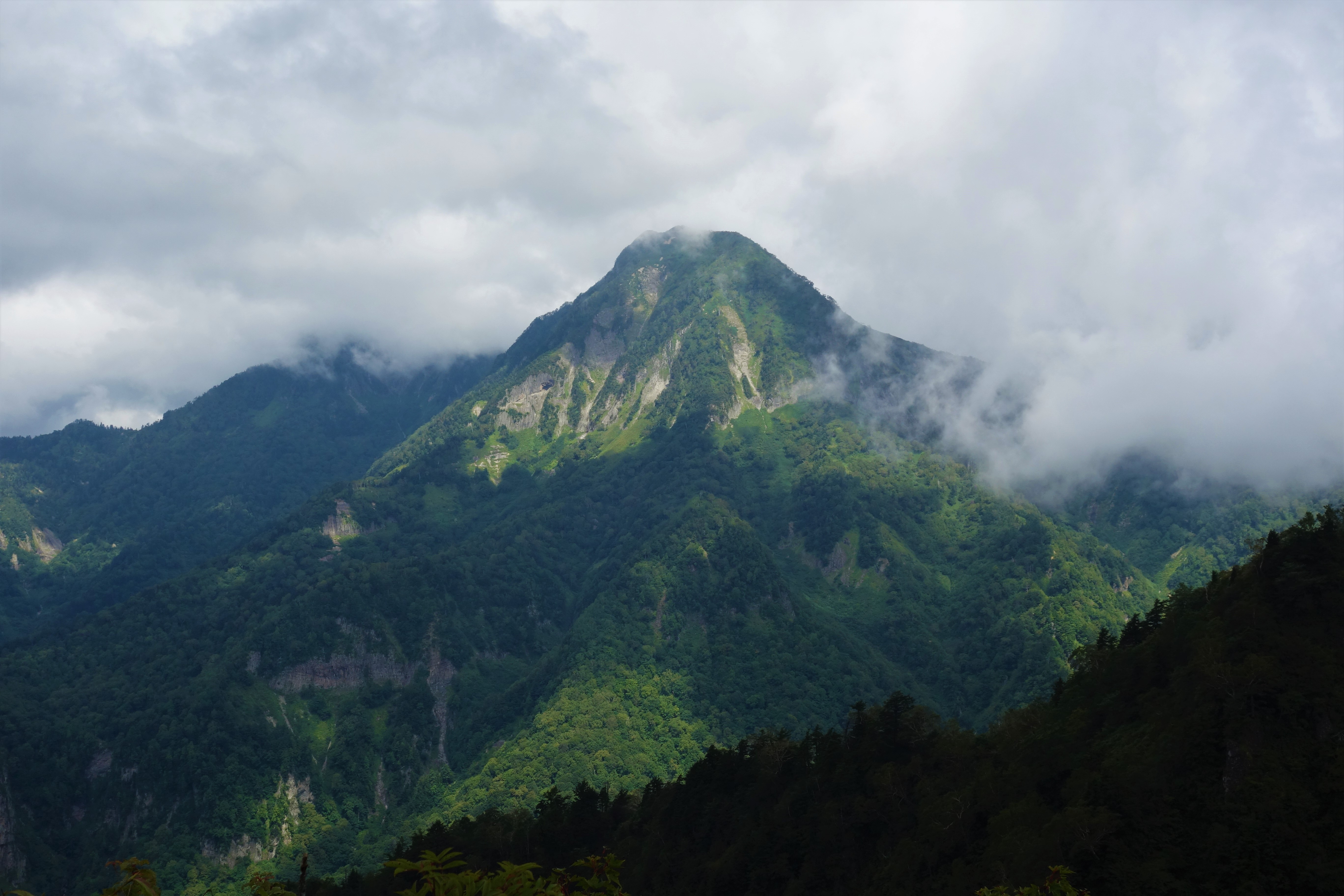
戸隠山から見た高妻山
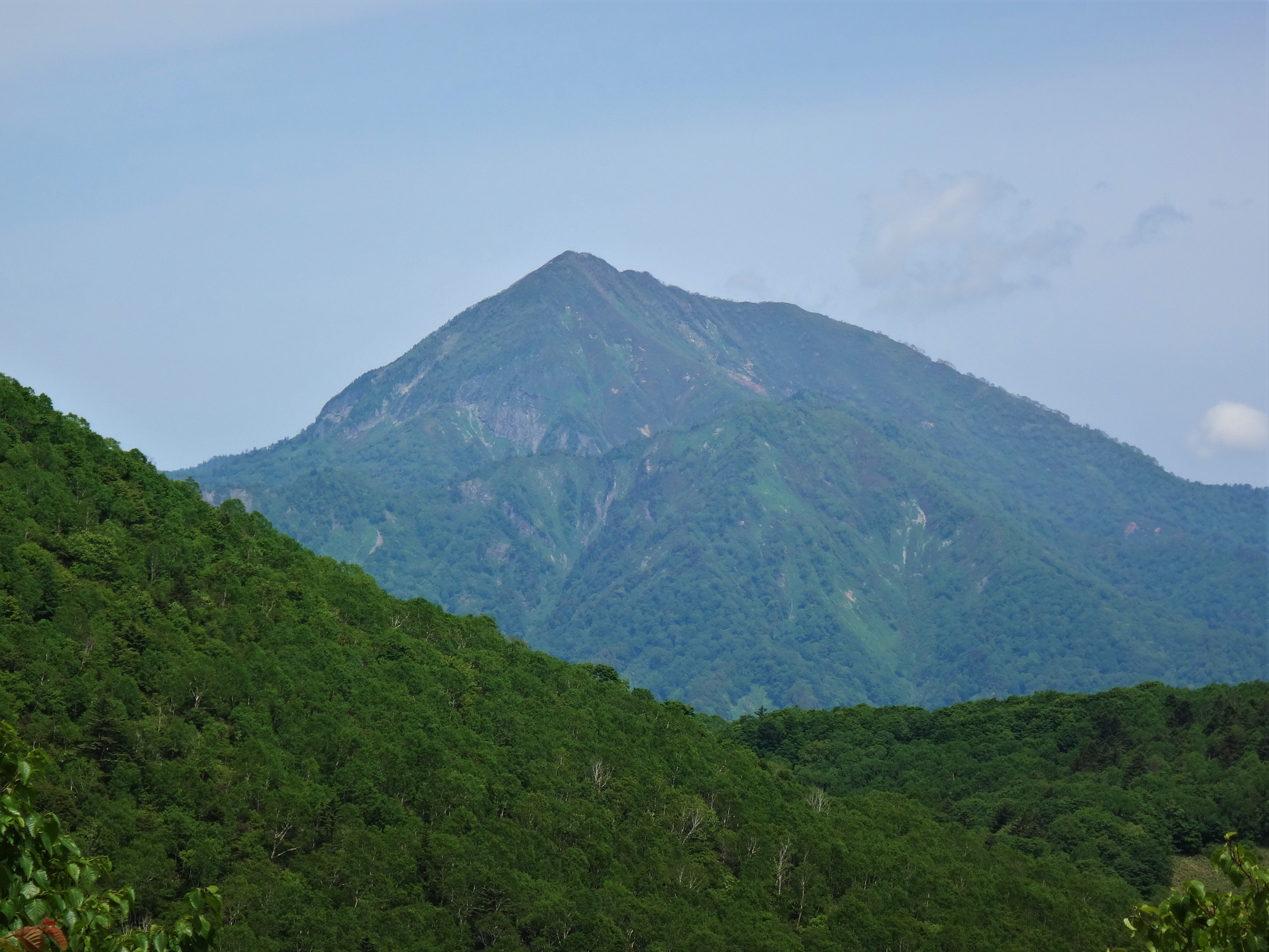
飯縄山から見た高妻山

## 周辺にある避難小屋
- 一不動避難小屋（無人）

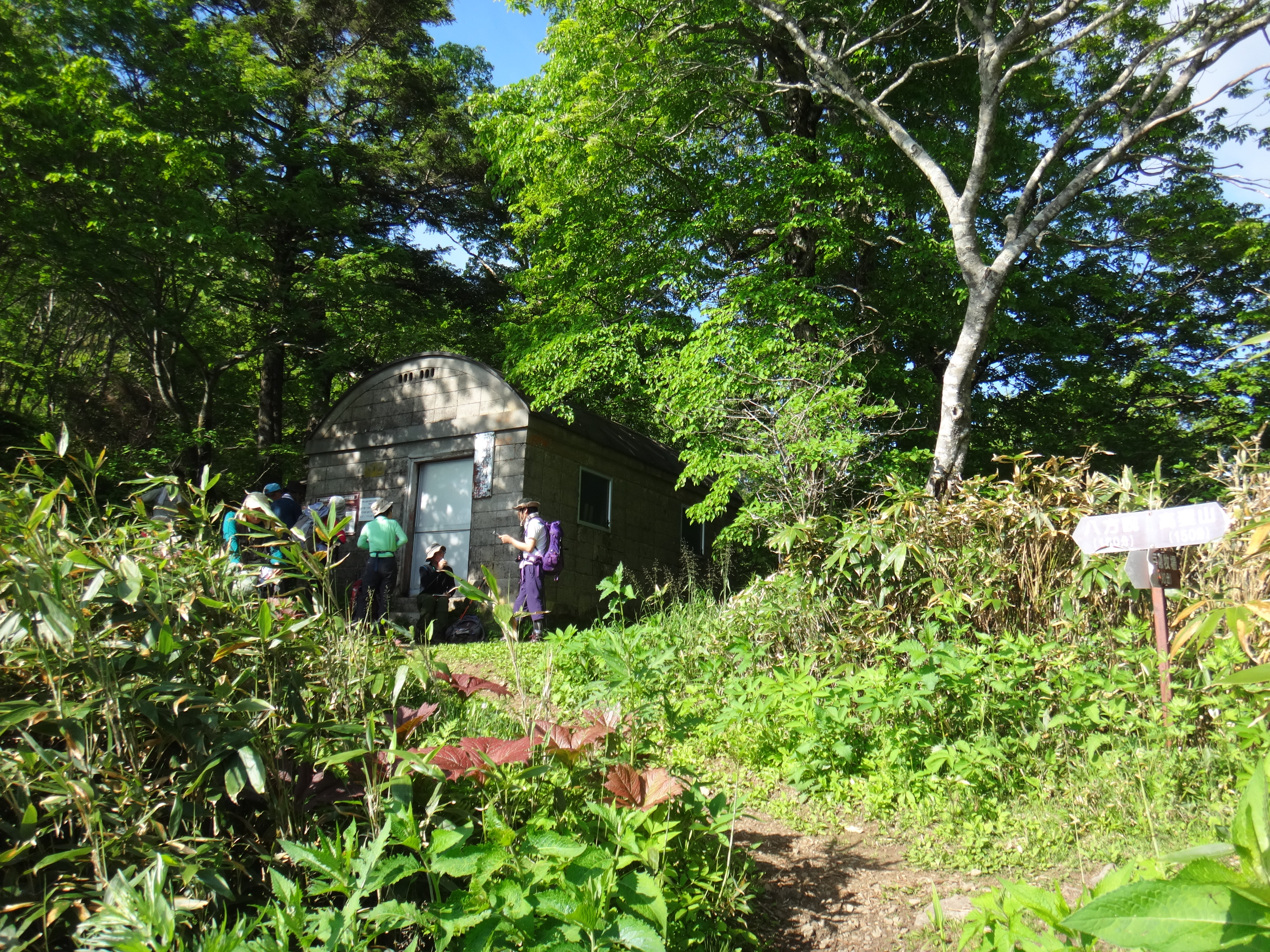
一不動避難小屋

  - 平常時の宿泊用ではなく、緊急用の避難小屋と位置づけられている[4]。

## 三角点
江戸期以前に認識されていたピーク（頂上部）と、2011年時点における国土地理院地形図の高妻山・乙妻山・両界山の名称とピーク（頂上部）は相違しているとされる。これは、高妻から両界山に至る尾根上に幾つもピークがあるが、高妻山と池の位置は正確なので、乙妻山や両界山のピークなどがずれていることを根拠としている。

## 近隣の山
- 火打山
- 黒姫山
- 戸隠山
- 五地蔵山
- 乙妻山 (2,318 m)[疑問点 – ノート]
- 虚空蔵山 (2,318 m)
- 両界山 (1,911 m)